# (13534) Alain-Fournier
(13534) Alain-Fournier ist ein Asteroid des äußeren Hauptgürtels, der am 4. September 1991 vom belgischen Astronomen E. W. Elst am La-Silla-Observatorium (IAU-Code 809) der Europäischen Südsternwarte in Chile entdeckt wurde.
Der Asteroid gehört zur Themis-Familie, einer Gruppe von Asteroiden, die nach (24) Themis benannt wurde.
(13534) Alain-Fournier wurde am 9. September 2014 nach dem französischen Schriftsteller und Literaturkritiker Alain-Fournier (1886–1914) benannt, der mit dem 1913 erschienenen Roman Der große Meaulnes einen Klassiker der französischen Literatur schuf.